# Mikko Peltokangas
Mikko Petteri Peltokangas (ur. 18 marca 1997) – fiński zapaśnik walczący w stylu klasycznym. Zajął dziewiąte miejsce na mistrzostwach świata w 2024. Ósmy na mistrzostwach Europy w 2020. Zdobył trzy medale na mistrzostwach nordyckich w latach 2015 – 2018 roku.